# جيمس هووك
جيمس هووك (بالإنجليزية: James Hook)‏ هو لاعب اتحاد الرغبي بريطاني، ولد في 27 يونيو 1985 في Port Talbot ‏ في المملكة المتحدة.

## وصلات خارجية
- جيمس هووك على موقع دوري الرغبي الممتاز (الإنجليزية)
- جيمس هووك على موقع سلسلة سباعيات الرغبي العالمية - رجال (الإنجليزية)
- جيمس هووك عل موقع إسبنسكروم (الإنجليزية)
- جيمس هووك على موقع ItsRugby.co.uk (الإنجليزية)
- جيمس هووك على موقع اتحاد ألعاب الكومنولث (مؤرشف) (الإنجليزية)
- جيمس هووك على موقع دورة ألعاب الكومنولث 2006 (مؤرشف) (الإنجليزية)